# نیسان اطلس

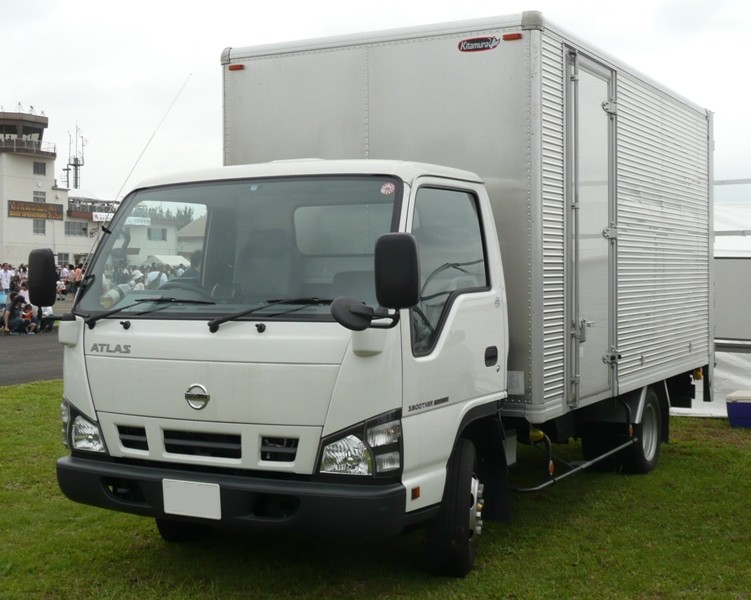

نیسان اطلس (Nissan Atlas) خودرویی است که از سال ۱۹۸۲ تا کنون تولید شده‌است.
این خودرو در کلاس کامیون قرار گرفته، است. سیستم جعبه‌دندهٔ آن به دو صورت خودکار و دستی است.